# Burg Ramsau
Die Burg Ramsau, auch Ramsauer Burg und Ramsauburg genannt, ist eine abgegangene Höhenburg auf 620 m ü. NHN in Spornlage 900 Meter nördlich der Kirche von Ramsau, einem Ortsteil der Gemeinde Nußdorf am Inn im Landkreis Rosenheim in Bayern. Die Anlage wird als Bodendenkmal unter der Aktennummer D-1-8238-0165 im Bayernatlas als „Burgstall des hohen und späten Mittelalters ("Burg Ramsau")“ geführt. 

## Geschichte
Die Burg wurde von den Herren von Nußdorf erbaut und im 12. Jahrhundert erwähnt. Ab dem 14. Jahrhundert sind die Ritter von Klammenstein (Clammensteiner) die Burgherren. Als Stammsitz der Clammsteiner ist die Burg Klammenstein anzunehmen. Ab 1402 waren die Herren von Kammer die Besitzer, ab 1484 das Angerkloster München. Zerstört wurde sie 1504 während der Belagerung von Kufstein im Zuge des Landshuter Erbfolgekrieges. Die letzten obertägigen Reste der Burg wurden um 1950 beseitigt.

## Beschreibung
Bei der Burganlage handelte es sich entweder um eine Turmhügelburg (Motte) oder doch eher um eine Turmburg auf einem Sporngipfel in aussichtsreicher Lage.